# Caractéristiques phonétiques de l'occitan
 (juillet 2023).
Si vous disposez d'ouvrages ou d'articles de référence ou si vous connaissez des sites web de qualité traitant du thème abordé ici, merci de compléter l'article en donnant les références utiles à sa vérifiabilité et en les liant à la section « Notes et références ».
La phonologie occitane ressemble celles des langues occitano-romanes, tel que le catalan. Malgré tout, de nombreuses caractéristiques phonétiques et lexicales les différencient. L'occitan lui-même n'est pas homogène, car les dialectes distincts qui le composent présentent également des différences phonétiques et lexicales. Généralement, c'est le languedocien qui est utilisé comme dialecte de référence pour la normalisation. Ce dialecte est à la fois le plus central géographiquement, et celui qui a retenu des importants traits phonétiques de l'occitan médiéval. Le languedocien est ainsi la variété occitane la plus proche du catalan.

## Consonnes
|               | Bilabiale | Bilabiale | Labio-dentale | Labio-dentale | Dentale | Dentale | Alvéolaire | Alvéolaire | Post-alvéolaire | Post-alvéolaire | Labio-palatale | Labio-palatale | Palatale | Palatale | Labio-vélaire | Labio-vélaire | Vélaire | Vélaire |
| ------------- | --------- | --------- | ------------- | ------------- | ------- | ------- | ---------- | ---------- | --------------- | --------------- | -------------- | -------------- | -------- | -------- | ------------- | ------------- | ------- | ------- |
| Occlusives    | p         | b         |               |               | t       | d       |            |            |                 |                 |                |                |          |          |               |               | k       | g       |
| Nasales       | m         | m         |               |               | n       | n       | n          | n          | n               | n               |                |                | ɲ        | ɲ        |               |               |         |         |
| Fricatives    |           |           | f             | (v)           |         |         | s          | z          | (ʃ)             |                 |                |                |          |          |               |               |         |         |
| Affriquées    |           |           |               |               |         |         | ts         |            | tʃ              | dʒ              |                |                |          |          |               |               |         |         |
| Semi-voyelles |           |           |               |               |         |         |            |            |                 |                 | ɥ              | ɥ              | j        | j        | w             | w             |         |         |
| Vibrantes     |           |           |               |               | r       | r       | r          | ɾ          | ɾ               | ɾ               |                |                |          |          |               |               |         |         |
| Latérales     |           |           |               |               | l       | l       | l          | l          | l               | l               |                |                | ʎ        | ʎ        |               |               |         |         |

## Voyelles
|                         | Antérieure                    |                               | Centrale                      |                               | Postérieure                   |
| Fermée                  | \| i • y • u e • ɛ • ɔ a • \| | \| i • y • u e • ɛ • ɔ a • \| | \| i • y • u e • ɛ • ɔ a • \| | \| i • y • u e • ɛ • ɔ a • \| | \| i • y • u e • ɛ • ɔ a • \| |
|                         | \| i • y • u e • ɛ • ɔ a • \| | \| i • y • u e • ɛ • ɔ a • \| | \| i • y • u e • ɛ • ɔ a • \| | \| i • y • u e • ɛ • ɔ a • \| | \| i • y • u e • ɛ • ɔ a • \| |
| Mi-fermée               | \| i • y • u e • ɛ • ɔ a • \| | \| i • y • u e • ɛ • ɔ a • \| | \| i • y • u e • ɛ • ɔ a • \| | \| i • y • u e • ɛ • ɔ a • \| | \| i • y • u e • ɛ • ɔ a • \| |
|                         | \| i • y • u e • ɛ • ɔ a • \| | \| i • y • u e • ɛ • ɔ a • \| | \| i • y • u e • ɛ • ɔ a • \| | \| i • y • u e • ɛ • ɔ a • \| | \| i • y • u e • ɛ • ɔ a • \| |
| Mi-ouverte              | \| i • y • u e • ɛ • ɔ a • \| | \| i • y • u e • ɛ • ɔ a • \| | \| i • y • u e • ɛ • ɔ a • \| | \| i • y • u e • ɛ • ɔ a • \| | \| i • y • u e • ɛ • ɔ a • \| |
|                         | \| i • y • u e • ɛ • ɔ a • \| | \| i • y • u e • ɛ • ɔ a • \| | \| i • y • u e • ɛ • ɔ a • \| | \| i • y • u e • ɛ • ɔ a • \| | \| i • y • u e • ɛ • ɔ a • \| |
| Ouverte                 | \| i • y • u e • ɛ • ɔ a • \| | \| i • y • u e • ɛ • ɔ a • \| | \| i • y • u e • ɛ • ɔ a • \| | \| i • y • u e • ɛ • ɔ a • \| | \| i • y • u e • ɛ • ɔ a • \| |
| i • y • u e • ɛ • ɔ a • |                               |                               |                               |                               |                               |

Les voyelles à la gauche du point ne sont pas arrondies, celles de la droite le sont.

## Évolution de la phonétique latine à l'occitan
L'occitan en général a subi, comme le reste de langues romanes, de grandes mutations phonétiques qui l'ont distingué du reste de langues voisines et du latin. Les traits les plus significatifs de ces mutations vocaliques et consonantiques sont les suivants :

### Vocalisme
- O: réclusion tonique du latin vulgaire (provenant de U bref et O long du latin classique) ne se diphtongue pas mais il se ferme en [u] (DOLORE, FLORE, PASTORE > (oc) dolor [dulur], flor, pastor; (ca) dolor, flor, pastor; (fr) douleur, fleur, pasteur; (es) dolor, flor, pastor; (it) dolore, fiore, pastore).

- U réclusion du latin vulgaire provenant de Ū du latin classique se palatalise en [y] (voyelle fermée antérieure arrondie) (MATURU, TUU > (oc)madur, tu).

- O atone il se ferme en [u] (PORTALE > (oc) portal [purtal], dolor ;  (ca) portal[portal]/[purtal], dolor [duló], [doló], [dolor] ; (fr) portail; (es) portal).

- Maintien du A latin tonique (CAPRA, PRATU > (oc) cabra, prat;  (ca) cabra, prat; (fr) chèvre, pré; (es) cabra, prado; (it) capra, prato).

- Maintien de AU (CAULIS, PAUCU > (oc) caul, pauc; (ca) col, poc; (fr) chou, peu; (es) col, poco; (it) cavolo, poco).

- Diphtongaison de Ě, Ǒ précédées de /j/, /w/, son palatal ou vélaire (LECTU, OCULUM OCTO, FOCU, TRES, DEBERE > (oc) lièit/lèit, uèlh, uèit, fuòc; tres, dever/deure; (ca) llit, ull, uit/vuit, foc, tres; (fr) lit, œil, (h)uit, feu, trois, devoir; (es) lecho, ojo, ocho, fuego, tres, deber; (it) letto, occhio, otto, fuoco, tre, dovere).

- ACT- > ait (LACTE, FACTU > (oc). lait, fait; (ca) llet, fet;  (fr) lait, fait; (es) leche, hecho; (it) latte, fatto).

- Chute des voyelles atones finales, excepté A (MURU, FLORE, PORTA > (oc). mur, flor, porta; (ca) mur, flor, porta; (fr) mur, fleur, porte; (it) muro, fiore, porta).

- A final > o ouvert (AMICA > (oc) amiga, pòrta).

### Consonantisme
- C +e, i, TY intervocaliques > [z] (puteale, ratione > (oc). posal, rason; (ca) poal, raó; (fr) raison; (es) razón; (it) ragione).

- Non palatisation de ca- (capra, vacca; (oc) cabra, vaca; (ca) cabra, vaca; (fr) chèvre, vache; (es) cabra, vaca; (it) capra). Mais dans les dialectes nord-occitan (lat.) cantare donne chantar.

- Sonororisation de -P-, -T-, -C- intervocaliques en -b-, -d-, -g- (CAPRA, CATENA, SECURU > (oc) cabra, cadena, segur; (ca) cabra, cadena, segur;  (fr) chèvre, chaine, sur; (es) cabra, cadena, seguro; (it) capra, catena, sicuro).

- -C +e, i, final > -tz (CRUCEM > (oc) crotz; (ca) creu; (fr) croix; (es) cruz; (it) croce).

- -D- intervocalique > [z] (NUDA, SUDARE > (oc) nusa, susar; (ca) nua, suar; (fr) nue, suer; (es) desnuda, sudar; (it) nuda, sudare).

- -D- intervocalique devenu final devient muet ou passe à -i (PEDE, CREDIT > (oc) pè, crei; (ca) peu, creu; (fr) pied, croit; (es) pie, cree; (it) piede, crede)

- Vocalisation de T, D des groupes post-toniques '-TR-, '-DR- en -i- (PETRA, CREDERE > (oc) peira, creire; (ca) pedra/pera; creure; (fr) pierre, croire; (it) pietra, credere).

- Maintien de F initial (FURNU, FILIA > (oc) forn, filha; (ca) forn, filla; (fr) four, fille; (es) horno, hija; (it) forno, figlia).

- Maintien d'affriquées protoromanes de J, G + e, i (JACTARE, GELARE > (oc) getar, gelar; (ca) gitar, gelar; (fr) jeter, geler; (es) hechar, helar; (it) rigettare, gelare).

- Maintien du T du groupe CT (FACTU, NOCTE > (oc) fait, nueit; (ca) fet, nit; (fr) fait, nuit; (es) hecho, noche; (it) fatto, notte).

- Non palatisation de -is- provenant de -X-, SC- (COXA, PISCE > (oc) cuèissa, peis; (ca) cuixa, peix; (fr) cuisse, poisson; (es) cuja -ant.-, pez; (it) coscia, pesce).

- Chute de -N intervocalique devenu final (PANE, VINU > (oc) pa, vi; (ca) pa, vi; (fr) pain, vin; (it) pane, vino).

- Maintien de -MB-, -ND- (CAMBA, CUMBA, MANDARE, BINDA > (oc) camba, comba; mandar, benda; (ca) cama, coma, manar, bena; (fr) jambe, combe, mander, bande; (es) cama (ant.), mandar, venda; (it) gamba, mandare, benda).

- -NN- > -n- (CANNA > (oc) cana; (ca) canya; (fr) canne; (es) caña; (it) canna).

- Maintien du L- initial (LUNA, LEGE > (oc) luna, lei; (ca) lluna, llei; (fr) lune, loi; (es) luna, ley).

- LL intervocalique et final > l (BELLA, GALLINA, BELLU, VITELLU > (oc) bèla, galina; bèl, vedèl; (ca) bella, gallina, bell, vedell; (fr) belle, geline -ant.-, beaux, veau; (it) bella, gallina, bel, vitello).

- Maintien des groupes initiaux PL, CL, FL- (PLICARE, CLAVE, FLORE > (oc) plegar, clau, flor; (ca) plegar, clau, flor; (fr) plier, clé, fleur; (it) piegare, chiave, fiore; (es) llegar, llave, flor; (pt) chegar, chave, flor).

- [kw] > [k], [gw] > [g] (QUATTUOR, GUARDARE > (oc) quatre; gardar; (ca) quatre, guardar; (fr) quatre, garder; (es) cuatro, guardar)

- -ARIU > -ièr ( IANUARIU > (oc) genièr; (ca) gener; (fr) janvier; (es) enero; (it) gennaio).